# Ozodicera (Ozodicera) zikaniana
Ozodicera (Ozodicera) zikaniana is een tweevleugelige uit de familie langpootmuggen (Tipulidae). De soort komt voor in het Neotropisch gebied.